# NGC 7290
NGC 7290 је спирална галаксија у сазвежђу Пегаз која се налази на NGC листи објеката дубоког неба.
Деклинација објекта је + 17° 8' 52" а ректасцензија 22h 28m 26,5s. Привидна величина (магнитуда) објекта NGC 7290 износи 13,0 а фотографска магнитуда 13,8. Налази се на удаљености од 47,960 милиона парсека од Сунца. NGC 7290 је још познат и под ознакама UGC 12045, MCG 3-57-9, CGCG 452-14, IRAS 22260+1653, PGC 68942.